# Cold Sweat (álbum)
Cold Sweat é o 21º álbum de estúdio do músico americano James Brown. O álbum foi lançado em agosto de 1967 pela King Records.Alguns citam "Cold Sweat" como a primeira canção funk de fato.

## Faixas
| N.º | Título                                                               | Duração |  |
| 1.  | "Cold Sweat, Pt. 1"                                                  | 2:24    |  |
| 2.  | "Cold Sweat, Pt. 2"                                                  | 4:46    |  |
| 3.  | "Fever"                                                              | 3:04    |  |
| 4.  | "Kansas City"                                                        | 3:22    |  |
| 5.  | "Stagger Lee"                                                        | 2:43    |  |
| 6.  | "Good Rockin' Tonight"                                               | 2:25    |  |
| 7.  | "Mona Lisa"                                                          | 1:54    |  |
| 8.  | "I Want to Be Around" (featuring New York Studio Orchestra & Chorus) | 2:20    |  |
| 9.  | "Nature Boy"                                                         | 2:38    |  |
| 10. | "Come Rain or Come Shine"                                            | 2:47    |  |
| 11. | "I Loves You Porgy"                                                  | 2:30    |  |
| 12. | "Back Stabbin'"                                                      | 2:43    |  |